# Jonas Prapiestis
Jonas Prapiestis (* 2. August 1952 in Kupiškis) ist ein litauischer Jurist, Strafrichter, Strafrechtler, Professor der Universität Vilnius und ehemaliger Politiker, Justizminister Litauens.

## Leben
1975 absolvierte Prapiestis das Diplomstudium der Rechtswissenschaften an der Rechtsfakultät der Universität Vilnius. Von 1978 bis 1982 studierte er als Aspirant an der Lomonossow-Universität in Moskau und promovierte zum Kandidaten der Rechtswissenschaften. Danach arbeitete er als Assistent und Rechtswissenschaftler in Vilnius.
Von Februar 1990 bis 1992 war er Mitglied des Seimas. Von November 1992 bis März 1996 war er Justizminister von Litauen, anschließend war er bis 2005 Richter des Litauischen Verfassungsgerichts. Seit Juli 2005 ist er Richter des Litauischen Obersten Gerichts und seit Dezember 2007 ist er Vorsitzender der Abteilung für Strafsachen (des Strafsenats).
Seit 2005 lehrt Jonas Prapiestis als Dozent und seit 2011 als Professor Strafrecht (Allgemeiner Teil) an der Universität Vilnius. 

## Familie
Jonas Prapiestis ist verheiratet und hat zwei Kinder. Beide sind Juristen.